# Michelham Priory

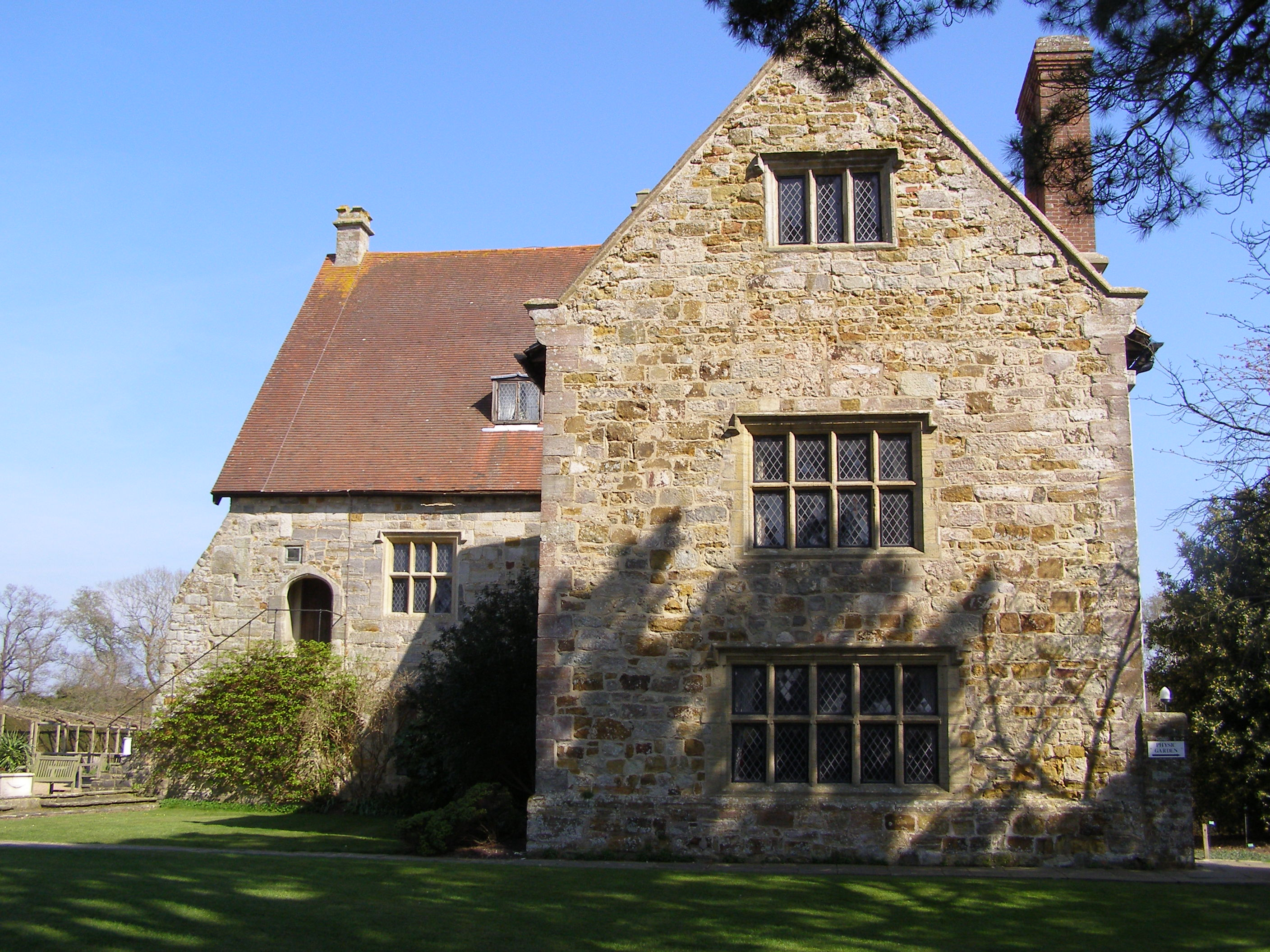
Michelham Priory

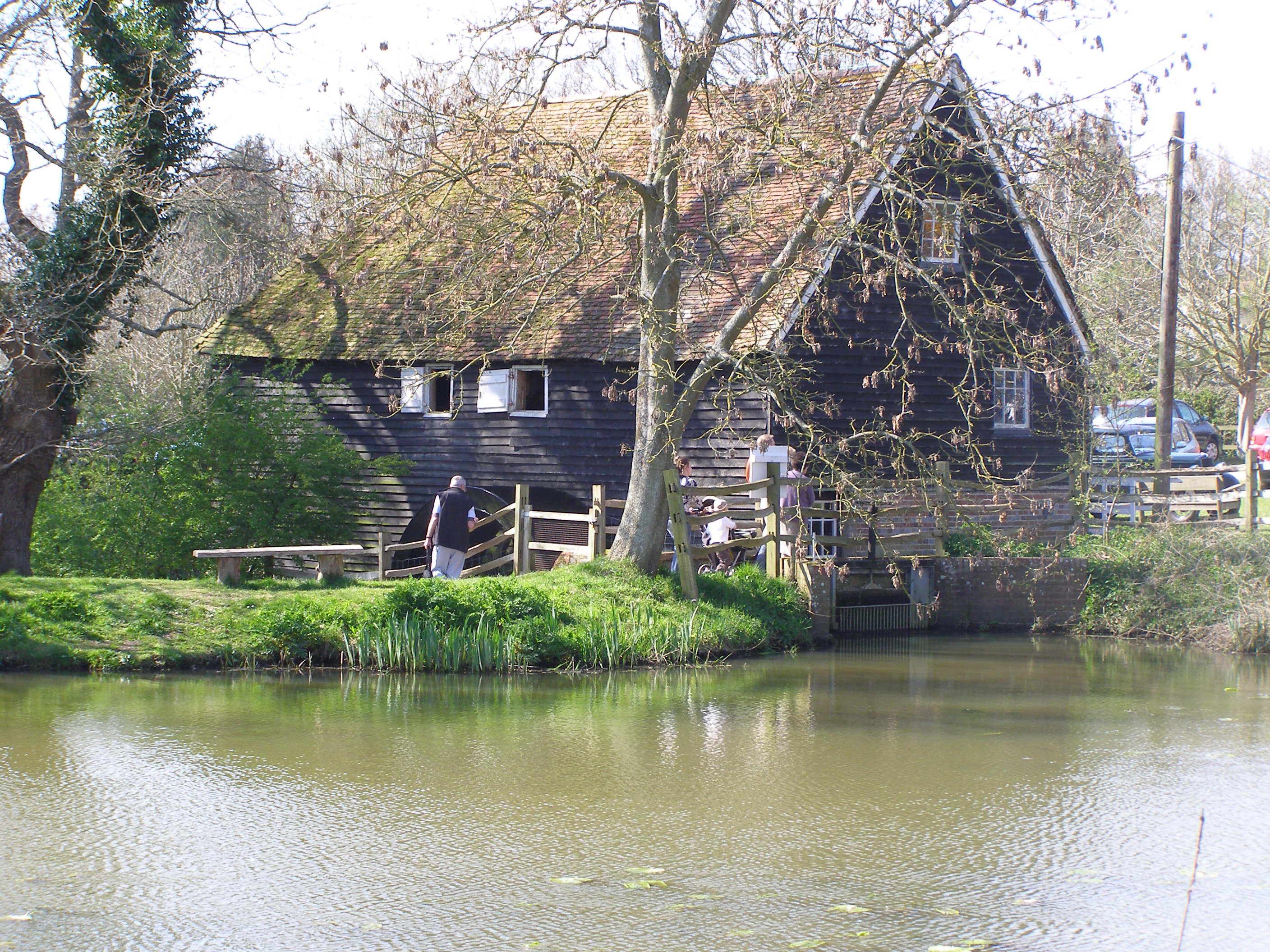
Wassermühle

Michelham Priory ist die Stätte eines früheren Priorates der Augustiner in der Nähe von Upper Dicker, East Sussex in England, Vereinigtes Königreich. Es gehört der Sussex Archaeological Society.

## Geschichte
Die Augustine Priory of the Holy Trinity in Michelham wurde im Jahr 1229 gegründet. Das Priorat wurde 1537 von Heinrich VII. aufgelöst. Die Kirche und einige der Gebäude wurden niedergerissen und zwischen 1599 und 1601 wurde das Haus an Thomas Sackville, 1. Earl of Dorset verkauft. Rund dreihundert Jahre später, im Jahr 1896 erwarb es James Gwynne, der hier seine Kinder Rupert, Roland und Violet großzog. Das Anwesen blieb bis in das 20. Jahrhundert Privatbesitz, als es der Architekt und Antiquar Walter Godfrey renovierte. Im Winter 1941–42 wurde es von kanadischen Truppen als Basis genutzt, als diese sich für die Operation Jubilee vorbereiteten. Später war darin das Hauptquartier des Auxiliary Territorial Service für East Sussex untergebracht.
Das Anwesen wurde 1958 durch Mrs R.H. Hotblack gekauft, die es zum Zweck der Erhaltung für die Nachwelt erwarb. Aufgrund einer Stiftung von Kenneth James William Mackay, 3. Earl of Inchcape in Erinnerung an seinen Freund John Fletcher Boughey, der im Zweiten Weltkrieg gefallen war, überschrieb Hotblack das Anwesen am 1. November 1959 dem Sussex Archaeological Society als Treuhänder.

## Belege
1. ↑  Pamela Cullen, „Stranger in Blood: The case files on Doctor John Bodkin Adams“, 2006